# KBS 이동스튜디오
《KBS 이동스튜디오》는 대한민국의 KBS에 1984년 10월 29일부터 1985년 10월 27일까지 방송됐던 아침 교양 프로그램이다.

## 기획 의도
각 지방의 균형있는 발전과 지방문화의 발굴 및 보급의 필요성을 강조하여 기획된 프로그램으로 지역개발은 어떻게 되어가고 있으며, 그 지역에 사는 사람들의 살아가는 생활 이야기를 있는 그대로 담아 생방송으로 훈훈한 인정넘치는 사회를 창조하며, 그 지역의 가화미담을 알아봄. 더욱 다채로운 것은 그 지역의 가정주부들의 건전가요를 불러 화합과 단결을 가져와 농촌발전의 일익을 담당하는 기여하는 프로그램.

## 방송 시간
- KBS 2TV - 1984년 10월 29일부터 1985년 10월 27일까지, 매일 오전 8시대 (30분)

## 역대 진행자
- 손석기